# Bettrather Straße 4 (Mönchengladbach)

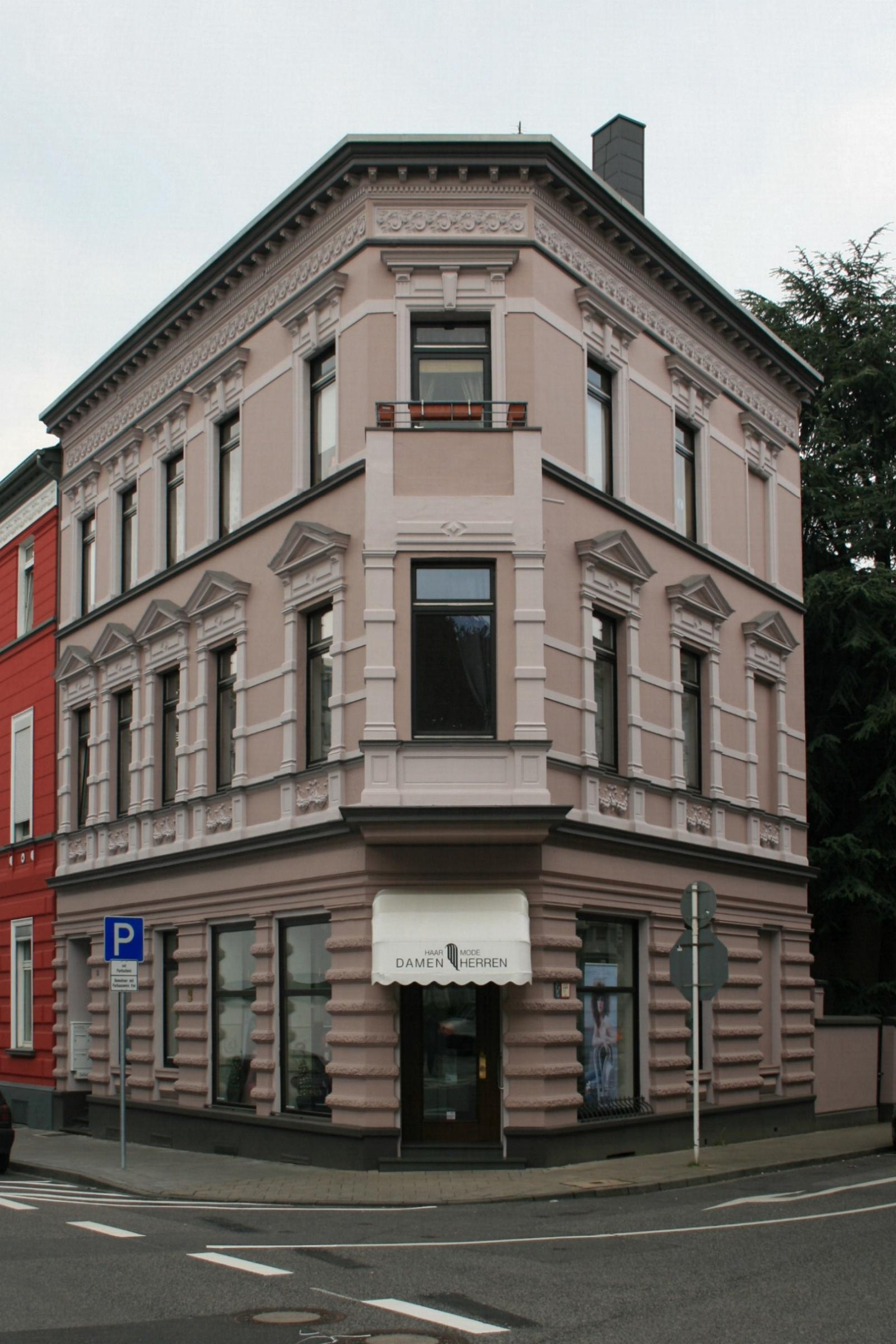
Wohn- und Geschäftshaus (2010)

Das Wohn-/Geschäftshaus Bettrather Straße 4 befindet sich in Mönchengladbach (Nordrhein-Westfalen).
Das Wohn- und Geschäftshaus wurde zu Anfang des 20. Jahrhunderts erbaut. Es ist unter Nr. B 140 am 17. November 1997 in die Denkmalliste der Stadt Mönchengladbach eingetragen worden.

## Architektur
Es handelt sich um ein dreigeschossiges Eckgebäude unter einem von der Straßenansicht her kaum wahrnehmbaren Sattel-Walmdach. Formale Ausbildung der beiden Straßenfronten gleich, im Detail jedoch variierend: Auf jeder Straßenseite Horizontalgliederungen mittels Sockel-, Stockwerk- und weit vorkragendem Dachgesims; weitere horizontale Strukturierung des Erdgeschosses durch kräftige Bossenimitation.
Die abgeschrägte Stirnseite akzentuiert im ersten Obergeschoss ein kastenförmiger Erker, der sich in Form eines kleinen Balkonaustritts ins zweite Obergeschoss fortsetzt. Die breitere Seitenfront zur Bettrather Straße wird bestimmt durch eine gleichmäßige Reihung hochrechteckiger Fenster, deren Gleichmaß im ersten und zweiten Obergeschoss durch das Absetzen des jeweils rechten Fensters unterbrochen wird.
Die mit nur drei Achsen kürzere Front zur Ferdinandstraße ist analog gegliedert, wobei die einzelnen Fensterachsen jedoch breiter ausgebildet sind. Erschlossen wird das Gebäude einmal auf der zur Bettrather Straße gelegenen Seite mittels der tief eingeschnittenen, zu den Wohnungen führenden Eingangsnische in der linken Achse und durch den Ladenzugang in der Stirnseite des Hauses.
Abgesehen von drei breiter dimensionierten Fensteröffnungen in den Erdgeschossfronten sind alle Fenster des Hauses als gleichförmig scheitrecht abschließende Hochrechtecke ausgebildet, wobei die einfassenden Rahmungen geschossweise variieren. Die Fenster des Erdgeschosses (zur Bettrather Straße vier, zur Ferdinandstraße drei) sind schmucklos in die Wandfläche eingeschnitten; die fünf Öffnungen des ersten Obergeschosses (der „Beletage“) von einer Ädikularahmung gefasst und die des zweiten Obergeschosses entsprechend schlichter mit einer Gesimsverdachung über einem Schlussstein bekrönt. Ein ornamentales Friesband schließt die Stuckfassade ab.